# Xã Raymond, Quận Champaign, Illinois
Xã Raymond (tiếng Anh: Raymond Township) là một xã thuộc quận Champaign, tiểu bang Illinois, Hoa Kỳ. Năm 2010, dân số của xã này là 418 người.